# Noptieră

O noptieră modernă tipică cu un sertar și trei rafturi

O noptieră, alternativ măsuță de noapte, este un dulăpior sau măsuță care se așază lângă pat sau în altă parte a dormitorului. Noptierele moderne sunt, de obicei, măsuțe aflate lângă pat, adesea cu unul sau câteodată mai multe sertare și/sau rafturi și mai puțin frecvent cu o ușă mică. Acestea sunt utilizate adesea pentru a păstra diferite obiecte care ar putea fi utile în timpul nopții, cum ar fi o lampă de masă, un ceas deșteptător, o carte, un telefon, ochelari de vedere, rechizite de birou, ceva de băut sau medicamente.
Înainte ca toaletele din interiorul locuinței să devină un lucru obișnuit, funcția principală a unei noptiere era să păstreze oala de noapte. Ca urmare, primele noptiere au fost de multe ori dulapuri mici, dotate uneori cu un sertar și care conțineau, de obicei, un spațiu de depozitare în partea de jos închis de una sau mai multe uși. Un alt termen atribuit unor astfel de dulapuri a fost comodă.
Noptierele vechi franceze, italiene și spaniole au, de obicei, un sertar și un spațiu de depozitare închis cu o ușă. Ele pot fi împodobite cu foiță de aur, cu bronz sau cu lemn încrustat.
|                       |
| Noptieră tradițională |

|                                                                |
| Noptieră tradițională cu un spațiu jos pentru o oală de noapte |